# Alberto Edwards Vives
Luis Alberto Edwards Vives (Valparaíso, 25 de noviembre de 1874-Santiago, 3 de abril de 1932) fue un abogado, ensayista, profesor universitario y político chileno de tendencia nacionalista y conservador-revolucionaria, descrito por Mario Góngora como «el mejor historiador de la época republicana». Junto con Francisco Antonio Encina y Jaime Eyzaguirre fue unos de los tres historiadores más leídos e influyentes durante el siglo XX.
Su magnum opus, La fronda aristocrática en Chile resulta ser hasta hoy día el discurso conservador mejor articulado y una de las principales fuentes de inspiración para gran número de intelectuales de derecha a nivel nacional. En el libro, Edwards describe la política del parlamentarismo como "política fantasmal", incapaz de entender y afrontar las nuevas realidades políticas y sociales, incapacidad que hace proliferar la crítica nacionalista al régimen, integrada por intelectuales como Francisco Antonio Encina, Carlos Keller, Tancredo Pinochet, Alejandro Venegas y Luis Galdames G. y el mismo Edwards.
Además de ejercer como diputado de la República entre 1909 y 1912, fue ministro de Hacienda (1926-1927) durante la presidencia de Emiliano Figueroa y de Educación Pública (1930-1931), Relaciones Exteriores y Comercio (1931) y Justicia (1931) en el primer gobierno del presidente Carlos Ibáñez del Campo, siendo su ministro de mayor confianza, el escritor tuvo la oportunidad de aconsejar, dirigir intelectualmente y, en algún sentido, administrar el estado del dictador chileno.

## Familia y estudios
Nació en la ciudad chilena de Valparaíso el 25 de noviembre de 1874, hijo de María Luisa Vives Pomar y el abogado Alberto Edwards Argandoña, quien fuera diputado, y ministro de Hacienda durante el gobierno del presidente Ramón Barros Luco. Miembro de la familia Edwards de Chile, este además era primo hermano de Agustín Edwards Ross, empresario propietario del diario El Mercurio.
Realizó sus estudios primarios en el Colegio de los Sagrados Corazones de Valparaíso y los secundarios en el Liceo de Valparaíso (actual Liceo Eduardo de la Barra de Valparaíso). Continuó los superiores en la carrera de derecho en las universidades Católica y de Chile. Se recibió de abogado el 27 de julio de 1896 y volvió a su ciudad natal para ejercer su profesión. También fue profesor de la Universidad Católica de Chile.
Se casó el 5 de diciembre de 1909 con Magdalena Vives Solar, sin tener descendencia.

## Carrera política

### Inicios en la política y nacionalismo
Más le interesaba la política que la abogacía. Fue Auditor de Guerra en 1891, por lo que se unió al Partido Nacional; fue elegido diputado por Valparaíso y Casablanca entre 1909 y 1912, pero quedó profundamente desilusionado del sistema parlamentarista chileno, que aletargaba la creación de leyes vitales para el país, enfrascados en rencillas sin sentido. Tanto en sus columnas en el diario El Mercurio como en sus ensayos, manifiesta una firme oposición hacia el parlamentarismo y la aplicación del liberalismo en Chile, donde criticaba la visión "romántica" de historiadores liberales como José Victorino Lastarria y Benjamín Vicuña Mackenna, dado que estos repudian las políticas y personalidades de Bernardo O'Higgins y Diego Portales como déspotas y autócratas, cualidades que en opinión de Edwards, fueron claves para el establecimiento del orden público: para Edwards, la aristocracia nacional se encontraba en decadencia por su constante conflicto contra la figura impersonal del orden político que alguna vez imperó en el Chile colonial, y por ello, sólo un líder autoritario y antidemocrático sería capaz de gobernar el país (esto es, el cesarismo en el esquema spengleriano).
En 1915, Edwards participó en la fundación del Partido Nacionalista, junto con Francisco Antonio Encina, Guillermo Subercaseauxy otras figuras, el cual duraría hasta 1920, sin obtener éxito político ni electoral.
Según Víctor Silva Yoacahm, articulista El Mercurio en la época, Edwards se sintió admirado ante el auge del fascismo italiano por Benito Mussolini, y el ascenso del general Miguel Primo de Rivera como dictador de España, por lo que tomaría posturas cada vez más radicales y autoritarias, sobre todo ante el ascenso al poder del coronel Carlos Ibáñez del Campo como dictador de Chile en 1927.

### Colaboración durante la dictadura de Ibáñez
El 11 de septiembre de 1924, un golpe de Estado pone fin al período parlamentario en Chile, donde se instaura una junta de gobierno presidida por Luis Altamirano, donde si bien Edwards apoyó esta iniciativa, criticó el manifiesto de la junta al señalar «No hemos alzado ni alzaremos un caudillo, porque nuestra obra debe ser de todos y para todos». En una reunión con el general Carlos Sáez, miembro de la Junta, en diciembre de 1924, consideraba que Ibáñez representaba la figura de hombre fuerte que podría instaurar el orden dado que era la figura de mayor rango en el ejército.  
Fue director general de Estadística (1916-1926), ministro de Hacienda (20 de noviembre de 1926 - 9 de febrero de 1927) durante el gobierno de Emiliano Figueroa Larraín, jefe del Departamento de Geografía Administrativa del Ministerio del Interior 1927; y director (1930) y conservador (1930-1931) del Registro Civil.
Durante el gobierno de Carlos Ibáñez del Campo, militar en el que veía un regenerador que reemplazaría a la decadente oligarquía chilena, ocupó el cargo de Ministro de Educación. Se mantuvo fiel a Ibáñez hasta el final y tres días antes de que su gobierno cayera, aceptó ser su ministro de Relaciones Exteriores y de Justicia.

## Carrera literaria
Oswald Spengler y su libro La decadencia de Occidente tuvo una gran influencia sobre Edwards e, inspirado en las ideas de este filósofo alemán, escribió diversos artículos y síntesis, especialmente sobre historia y política que fueron reunidos en tres libros, el primero Bosquejo histórico de los partidos políticos de Chile, publicado en 1904. El segundo de ellos, La fronda aristocrática en Chile, que salió en 1928, es considerado como el libro principal. 
Compuesto de artículos aparecidos en el diario El Mercurio unidos por una lógica histórica común, Edwards postula que las desgracias del Chile de su época eran causadas por la falta de un gobierno fuerte y autoritario, el «Estado en forma» que instauró Diego Portales. La lucha de la oligarquía (la «fronda aristocrática») por obtener un poder descentralizado, desencadenó hechos que condujeron al país a la decadencia. Edwards tendría una gran influencia, especialmente en historiadores conservadores como Francisco Antonio Encina, Jaime Eyzaguirre, Gonzalo Vial Correa y Mario Góngora.
Desarrolló una extensa actividad como columnista en El Mercurio, fundó la Revista de Valparaíso (1898), y fue propietario y director, junto con Joaquín Díaz Garcés, de Pacífico Magazine. 
Miembro de la Sociedad Chilena de Historia y Geografía, fue comisario del Pabellón de Chile en la Exposición de Sevilla de 1929.

## Independencia de Chile
Alberto Edwards formó parte del grupo de historiadores que se ha descrito como sostenedores del "revisionismo aristocrático". Según un estudio historiográfico (2000) del autor Jorge Galleguillos Jorquera, Edwards, junto a los historiadores  Julio Alemparte Robles y Jaime Eyzaguirre, eran de la opinión que los cabildos que surgieron en la Independencia de Chile fueron una reminiscencia de formas legislativas anteriormente activas en España. Por tanto, según los autores mencionados, no inspirados en expresiones revolucionarias de Europa, e.g., en la Revolución francesa.

## Recepción
Algunos historiadores, como Sergio Villalobos, lo suelen considerar como un autor disperso. Por otra parte, ha sido elogiado por destacados intelectuales contemporáneos, entre quienes se cuentan Mario Góngora, Gonzalo Vial, Hugo Eduardo Herrera y Alfredo Jocelyn-Holt.

## Obras
- Reflexiones: sobre los principios y resultados de la revolución de 1891, Valparaíso: Talleres de San V. de Paul, 1899. Nueva edición Santiago: Editorial Katankura, 2019.
- Bosquejo histórico de los partidos políticos chilenos, Guillermo Miranda (ed.), Santiago: Imprenta Mejías, 1903.[10]
- La fronda aristocrática en Chile, Santiago: Imprenta Nacional, 1928.[10]
- El gobierno de don Manuel Montt, Santiago: Nascimento, 1932

### Póstumas
- La organización política de Chile, Santiago: Editorial Difusión chilena, 1943.[10]
- Páginas históricas, Santiago: Editorial Difusión chilena, 1945.
- Román Calvo: El Sherlock Holmes chileno, Santiago: Editorial del Pacífico, 1953. Publicado originalmente entre los años 1913 al 1921 por entregas en la revista Pacífico Magazine bajo el seudónimo Miguel de Fuenzalida.
- Cuentos fantásticos, selección de Manuel Rojas, Santiago: Editorial Zig-Zag, 1957.